# نادي بيرتن ألبيون
نادي بيرتن ألبيون (بالإنجليزية: Burton Albion Football Club )‏ هو فريق كرة قدم من مدينة Burton upon Trent ‏ في المملكة المتحدة، أُسس بتاريخ 1950، يلعب في دوري البطولة الإنجليزية، في ملعب بيرلي، يدرب النادي نايجل كلوف.

## وصلات خارجية
- صفحة بيانات نادي بيرتن ألبيون على موقع كووورة، تاريخ الوصول: 23 سبتمبر 2018.
- الموقع الرسمي